# Gomakashi/Utsuroi
《Gomakashi/Utsuroi》是日本三人女子音樂组合TrySail的第11張單曲專輯，將於2020年3月11日由SACRA MUSIC（Sony Music Entertainment子公司）發售。

## 解説
這是TrySail繼2020年1月22日發售的《Free Turn》之後，第2張於2020年發行的單曲，也是TrySail的首張雙A面單曲，「Utsuroi」首先於2019年10月28日先行配信，「Gomakashi」亦已於2020年1月4日先行配信。
收錄的2首歌曲都是TrySail成員參與主演的手機遊戲暨電視動畫《魔法紀錄 魔法少女小圓外傳》的主題曲。「Gomakashi」是電視動畫版的片頭曲，「Utsuroi」則是遊戲版第二部的主題曲。詞曲作者同為遊戲第1部主題曲「Kakawari」（日文）、《魔法少女小圓》原作暨劇場版三部曲的主題曲「Connect」、「Luminous」、「Colorful」的創作者渡邊翔。
銷售形式有初回生產限定盤（VVVCL-163/1）、通常盤（VVVCL-1632）、期間生產限定盤（VVVVCL-163/4）3種。初回生產限定盤收錄了「Gomakashi」的音樂影片DVD，期間生產限定盤收錄了電視動畫《魔法紀錄 魔法少女小圓外傳》的非播放版的片頭曲影片DVD。初回生產限定盤和通常盤收錄了同名主打歌的伴奏樂曲，期間生產限定盤再加上「Gomakashi」的電視長度版本和混音的遊戲長度版。期間生產限定盤的包裝是《魔法紀錄 魔法少女小圓外傳》的主角－環彩羽的插圖，附帶遊戲版的序號。
曲名「Gomakashi」意為「蒙蔽」（日文），對應ClariS演唱之「Aletheia」意為「真實」（希臘文）。兩者分別是《魔法紀錄 魔法少女小圓外傳》的片頭、片尾曲。

## 收錄曲

### 初回生產限定盤・通常盤
| CD   | CD                       | CD     |
| 曲序 | 曲目                     | 编曲   |
| ---- | ------------------------ | ------ |
| 1.   | ごまかし                 | 湯淺篤 |
| 2.   | うつろい                 | 伊藤翼 |
| 3.   | ごまかし（Instrumental） |        |
| 4.   | うつろい（Instrumental） |        |

| DVD（初回限定盤のみ） | DVD（初回限定盤のみ）   |
| 曲序                  | 曲目                    |
| --------------------- | ----------------------- |
| 1.                    | ごまかし（Music Video） |

### 期間生產限定盤
| CD   | CD                       |
| 曲序 | 曲目                     |
| ---- | ------------------------ |
| 1.   | ごまかし                 |
| 2.   | うつろい                 |
| 3.   | ごまかし（TV Ver）       |
| 4.   | うつろい（Game Ver）     |
| 5.   | ごまかし（Instrumental） |
| 6.   | うつろい（Instrumental） |

| DVD  | DVD                                                                                    |
| 曲序 | 曲目                                                                                   |
| ---- | -------------------------------------------------------------------------------------- |
| 1.   | TVアニメ「マギアレコード 魔法少女まどか☆マギカ外伝」ノンクレジットオープニングムービー |

## 外部連結
- Sony Music Entertainment官方網站的歌曲介紹頁面
- 索尼音樂娛樂的介紹頁面
  - 初回生產限定盤 （页面存档备份，存于）
  - 期間生產限定盤 （页面存档备份，存于）
  - 通常盤 （页面存档备份，存于）